# Gustul cireșelor
Gustul cireșelor (în persană طعم گيلاس..., Ta'm-e gīlās...) este un film dramatic iranian din 1997 scris, produs și regizat de Abbas Kiarostami. Este un film minimalist care prezintă povestea unui om care conduce printr-o suburbie a Teheranului în căutarea unei persoane dispuse să-l îngroape după ce se sinucide. Filmul a fost distins cu Palme d'Or la Festivalul de Film de la Cannes din 1997⁠(d), împărțit cu filmul japonez The Eel⁠(d).

## Intriga
Domnul Badii (Homayoun Ershadi⁠(d)), un bărbat de vârstă mijlocie, conduce prin Teheran în căutarea unei persoane care este dispusă în schimbul unei sume mari de bani să-l ajute cu o problemă. În timpul călătoriilor sale alături de potențialii candidați, Badii le dezvăluie că intenționează să se sinucidă și că a pregătit deja mormântul. Acesta le spune să meargă la locul mormântului a doua zi și fie să-l ajute să iasă din groapă în cazul în care s-a răzgândit, fie să-l îngroape în cazul în care a ales să moară. Nu discută motivele pentru care dorește să se sinucidă.
Primul său recrut este un soldat kurd tânăr și timid care refuză orice implicare și fuge din mașina lui Badii. Al doilea său recrut este un seminarist afgan⁠(d), care, de asemenea, refuză pe motive religioase să-l ajute. Al treilea este domnul Bagheri, un taxidermist azer. Acesta este dispus să-l ajute pe Badii deoarece are nevoie de bani pentru copilul său bolnav. În același timp, încearcă să-l convingă pe Badii să nu aleagă sinuciderea și îi dezvăluie că și el a vrut să se sinucidă cu mult timp în urmă, dar a ales să trăiască când, după o tentativă eșuată, a mâncat niște dude. Domnul Bagheri continuă să discute despre ceea ce el consideră a fi frumusețea vieții precum răsăritul, luna și stelele. Acesta promite să-l îngroape pe Badii dacă îl va găsi mort mâine dimineață. Badii îl lasă la biroul său, dar se reîntoarce brusc la acesta și îi cere să arunce niște pietre peste el ca să fie sigur că este mort și nu doar adormit.
În acea noapte, Badii zace în mormântul său în timp ce o furtună este pe cale să înceapă. După o pană lungă de curent, filmul se încheie cu o serie de videoclipuri cu Kiarostami și echipa de film⁠(d) în timpul turnării peliculei, iar alegerea lui Badii rămâne necunoscută publicului.

## Distribuție
- Homayoun Ershadi⁠(d) în rolul domnului Badii
- Abdolrahman Bagheri în rolul domnului Bagheri, taxidermistul
- Afshin Khorshid Bakhtiari în rolul mincitorului
- Safar Ali Moradi în rolul soldatului
- Mir Hossein Noori în rolul seminaristului